# 300-е годы
300-е (трёхсо́тые) го́ды по юлианскому календарю — промежуток времени с 1 января 300 года по 31 декабря 309 года, включающий 300 год 10-го десятилетия III века  и с 301 по 309 годы    1-го десятилетия IV века 1-го тысячелетия.  Они закончились 1716 лет назад.

## Важнейшие события
- Завершена Война восьми князей[1][2] (291—306) в Китае победой Сыма Юэ[англ.]. В ослабленный войной Северный Китай началось вторжение «Пяти варварских племён» (Wu Hu[англ.]), образовался конгломерат «Шестнадцати варварских государств» (304—439).
- Эдикт Диоклетиана о ценах (301) принят в борьбе с инфляцией. Начало самых тяжёлых гонений на христиан (303; Великое гонение), не признававших божественность римского императора.
- 301 год — принятие христианства в Армении.
- Римские августы-соправители Диоклетиан и Максимиан отреклись от власти (305) согласно установленному порядку. Начался период борьбы за власть многих претендентов (306—324; Гражданские войны времён тетрархии).
- Южная Япония объединена в государство Ямато (250 (300) — 710).

## Культура
- Период курганов в Японии (250 (300) — 538).

## Государственные деятели
- Диоклетиан — старший август, правитель в восточной части Римской империи (284—305).
- Максимиан — август в западной части, назначенный Диоклетианом (285—305), после отречения участвовал в борьбе за власть своего сына Максенция.
- Максенций — узурпировал власть в центральной части Римской империи (306—312), вёл войны с Галерием и его союзниками.
- Констанций Хлор — август на западе римской империи (305—306), преемник отрекшихся от власти императоров.
- Константин I — стал цезарем на западе благодаря влиянию отца Констанция Хлора и популярности у легионов (306), позже стал полноправным августом (312).
- Галерий — август на востоке (305—311), преемник Диоклетиана.
- Север II — цезарь, затем август на западе, назначенный Галерием (305—307).
- Максимин Даза — племянник Галерия, цезарь, затем самопровозглашённый август в азиатской части Римской империи (305—313).
- Лициний — август на востоке, назначенный Галерием (308—324).